# Національний інститут астрофізики (Італія)
Національний інститут астрофізики (італ. Istituto nazionale di astrofisica, INAF) — головна державна дослідницька установа Італії з астрономії та астрофізики, яка об'єднує окремі астрономічні обсерваторії та інститути. Сфера досліджень INAF включає всю астрономію, від Сонячної системи до космології, як зі спостережної, так і з теоретичної точки зору.

## Історія
INAF було створено 23 липня 1999 року. Він об'єднав 12 астрономічних обсерваторій, розподілених по всій Італії.
Ще 4 інститути (IFC Мілан, ITESRE Болонья, IAS Рим і IFCAI Палермо) приєдналися до INAF пізніше. Спочатку в січні 2002 року, після глибокої реструктуризації CNR, вони стали єдиним Інститутом космічної астрофізики та космічної фізики (італ. Istituto di Astrofisica Spaziale e Fisica Cosmica, IASF). Потім в 2003—2005 роках IASF був поступово переведений з підпорядкування CNR до INAF. Нарешті, 1 вересня 2005 року перехід завершився, і чотири частини IASF стали чотирма незалежними інститутами у складі INAF.

## Підрозділи
INAF має понад 1 200 співробітників, які працюють у 16 дослідницьких підрозділах:
- Болонська обсерваторія астрофізики та космічної науки[it]
- Інститут радіоастрономії Болоньї
- Астрономічна обсерваторія Кальярі[it]
- Астрофізична обсерваторія Катанії[it]
- Астрофізична обсерваторія Арчетрі (Флоренція)
- Астрономічна обсерваторія Брера[it] (Мілан)
- Міланський інститут космічної астрофізики та космічної фізики[it]
- Астрономічна обсерваторія Каподімонте (Неаполь)
- Астрономічна обсерваторія Падуї[it]
- Астрономічна обсерваторія Палермо
- Інститут космічної астрофізики та космічної фізики Палермо[it]
- Римська астрономічна обсерваторія[it]
- Римський інститут космічної астрофізики та планетології[10]
- Астрономічна обсерваторія Абруццо[it]
- Туринська астрофізична обсерваторія[it]
- Трієстська астрономічна обсерваторія[it]

Крім дослідницьких підрозділів INAF також включає спостережні станції:
- Станція спостереження Cima Ekar[it] (Азіаго)
- Медичинська радіоастрономічна станція (Болонья)
- Радіотелескоп Ното (Сиракуза)
- Сардинський радіотелескоп, Сан-Базиліо (Сардинія)
- Національний телескоп Галілей[it] (Канарські острови, Іспанія)

## Президенти
- Джанкарло Сетті (2000—2003)
- П'єро Бенвенуті (2003—2007)
- Серхіо Де Хуліо[it] (2007—2008)
- Томмазо Маккакаро (2008—2011)
- Джованні Біньямі[it] (2011—2015)[12]
- Ніколо Д'Аміко[it] (2015—2020)[13]
- Марко Тавані (з 2020)

## Міжнародна співпраця
INAF є учасником Європейської південної обсерваторії і Великого бінокулярного телескопа, бере участь в міжнародних проєктах з радіоінтерферометрії з наддовгою базою, тісно співпрацює з Національним інститутом ядерної фізики, Італійським космічним агентством, ЄСА та НАСА.